# Jean le Rond d'Alembert
Jean Baptiste Le Rond d'Alembert (16. listopadu 1717 Paříž – 29. října 1783 tamtéž) byl francouzský matematik a fyzik, osvícenský filosof, člen francouzské, berlínské a petrohradské akademie věd.

## Život
Byl nemanželským synem šlechtičny Claudine Guérin de Tencin. Matka ho odložila na schody kostela Saint-Jean le Rond, a proto byl nazván Jean le Rond; příjmení d'Alembert přijal teprve později. Místo do nalezince byl slabý chlapec svěřen do péče ženy jakéhosi sklenáře a ta ho vychovávala s upřímnou láskou, kterou jí d'Alembert celý život oplácel. Jeho otec, bohatý dělostřelecký důstojník Louis-Camus Destouches, který byl v době jeho narození mimo Francii, ho sice za legitimního syna neuznal, ale zajistil mu roční důchod. Proto d'Alembert mohl vystudovat prestižní pařížskou univerzitu v Mazarinově koleji, kde získal titul mistra svobodných umění. Jansenisté, kteří kolej vedli, ho chtěli získat pro teologii, ale neúspěšně.
Studoval právo (dosáhl titulu licenciáta práv), nejvíce se však zabýval matematikou a tak v ní vynikl, že již v roce 1739 mohl Pařížské akademii věd předložit Pamětní spis o integrálním počtu (Mémoire sur le calcul intégral); v roce 1741 se stal členem této akademie. Evropského věhlasu dosáhl Pojednáním o dynamice (Traité de dynamique, 1743). V roce 1746 získal za práci o teorii větrů (Réflexions sur la cause générale des vents) cenu Pruské akademie věd a byl zvolen jejím členem. Pruský král Fridrich II. Veliký mu nabídl, aby se stal prezidentem této akademie, což d'Alembert odmítl, přijal však od pruského krále roční důchod.
Denis Diderot ho získal pro práci na Encyklopedii a d'Alembert se stal jejím redaktorem. Do prvního svazku (1751) napsal proslulý Úvod k Encyklopedii (Discours préliminaire de l'Encyclopédie), ve kterém nastínil roztřídění věd a přehled pokroků lidského poznání, od renesance přes klasicismus k osvícenské filozofii.; přispíval pak do Encyklopedie řadou článků (hlavně matematických, ale i z jiných oborů). Toto dílo mělo velký ohlas a d'Alembert jím nabyl slavného jména. V roce 1754 byl zvolen do Francouzské akademie. U Encyklopedie setrval až do roku 1759; když však po vyjití 7. dílu bylo další vydávání zakázáno, přestal se práce účastnit a přenechal redakci zcela Diderotovi. Roku 1764 byl jmenován členem Petrohradské akademie věd, ale odmítl nabídku carevny Kateřiny II., aby se za vysokou odměnu stal vychovatelem jejího syna. V roce 1772 byl ustanoven doživotním tajemníkem Francouzské akademie.
Zemřel v říjnu 1783 v Paříži, a protože byl bezvěrec, byl pohřben v neoznačeném hrobě.

## Dílo

### Spisy
- Mémoire sur le calcul intégral (1739)
- Traité de dynamique (1743)
- Traité de l’équilibre et du mouvement des fluides : pour servir de suite au Traité de dynamique (1744)
- Réflexions sur la cause générale des vents (1747)
- Recherches sur les cordes vibrantes (1747)
- Recherches sur la précession des équinoxes et sur la nutation de l’axe de la terre (1749)
- Discours préliminaire de l'Encyclopédie (1751)
- Éléments de musique (1752)
- Mélanges de littérature, d'histoire et de philosophie (2 díly 1753, 5 dílů 1759–1767)
- Essai sur les éléments de philosophie (1759)
- Sur la destruction des Jésuites en France, par un auteur désintéressé (1765)
- Éloges lus dans les séances publiques de l’Académie française (1779)
- Opuscules mathématiques (8 dílů, 1761–1780)

Spolu s Diderotem připravoval Encyklopedii aneb Racionální slovník věd, umění a řemesel. Vypracoval nástin dějin vzniku a vývoje poznání a pokusil se o klasifikaci věd. Zabýval se mechanikou, teorií gravitace a pohybem nebeských těles, diferenciálním počtem a rovnicemi a jejich aplikacemi ve fyzice, napsal například práci o větrech v atmosféře nebo o kmitání struny. Zvláště významné jsou jeho články v Encyklopedii, které se zabývají limitami ve 4. svazku, kde je vidět, že d'Alembert chápal význam funkcí pro matematiku.
Mimo jiné je také tvůrcem nejvýhodnější strategie pro hru rulety, která je po něm pojmenována. Strategie D'Alembert, která je od 18. století nejstarší herní strategií. (Nicméně vzpomeňme slova A. Einsteina: „Jediný způsob jak okrást ruletu, je ukrást krupierovy žetony, když se nedívá“ – hra rulety je velmi hazardní, i podle strategie D'Alembert.)
Církev zařadila některá d'Alembertova díla na Index zakázaných knih, a to jmenovitě Encyklopedii (jako celek) a dále d'Alembertův spis Mélanges de littérature, d'histoire et de philosophie [Směs literární, dějepisná a filozofická].

## České a slovenské překlady
- ALEMBERT, D'. Úvod k encyklopedii. 1. vyd. Přeložil Stanislav Taraszka. Praha: Svoboda, 1950. 114 s.
- ALEMBERT, Jean Baptiste le Rond de. Výbor z díla. 1. vyd. Přeložil Jindřich Veselý. Praha: Svoboda, 1989. 285 s. ISBN 80-205-0039-1.
  - Svazek obsahuje d'Alembertovu Předmluvu k Encyklopedii, výběr z hesel zpracovaných pro Encyklopedii a výběr z jeho Eseje o základech filosofie.
- Encyklopedie aneb Racionální slovník věd, umění a řemesel. 1. vyd. Výbor pořídil a předmluvu napsal Albert Soboul. Přeložil Václav Jílek. Praha: Státní nakladatelství politické literatury, 1954. 168 s. Živé odkazy. Ř. 2; Sv. 16. [Ukázky z d'Alembertova „Úvodu k Encyklopedii" (str. 33–34) a z jeho článků „Scholastika" (str. 121–122) a „Ženeva" (str. 163–165).]
- ALEMBERT, D'. Esej o základoch filozofie. Přeložil Anton Vantuch. Bratislava: Pravda, 1982. 274 s.